# Anisocentropus golem
Anisocentropus golem là một loài Trichoptera trong họ Calamoceratidae. Chúng phân bố ở miền Ấn Độ - Mã Lai.